# Les Authieux-du-Puits
Les Authieux-du-Puits és un municipi francès situat al departament de l'Orne i a la regió de Normandia. L'any 2007 tenia 67 habitants.

## Demografia

### Població
El 2007 la població de fet de Les Authieux-du-Puits era de 67 persones. Hi havia 32 famílies de les quals 12 eren unipersonals (8 homes vivint sols i 4 dones vivint soles), 8 parelles sense fills, 8 parelles amb fills i 4 famílies monoparentals amb fills.
La població ha evolucionat segons el següent gràfic:
Habitants censats

### Habitatges
El 2007 hi havia 39 habitatges, 31 eren l'habitatge principal de la família, 4 eren segones residències i 3 estaven desocupats. 37 eren cases i 1 era un apartament. Dels 31 habitatges principals, 26 estaven ocupats pels seus propietaris, 3 estaven llogats i ocupats pels llogaters i 2 estaven cedits a títol gratuït; 1 tenia una cambra, 1 en tenia dues, 5 en tenien tres, 4 en tenien quatre i 20 en tenien cinc o més. 15 habitatges disposaven pel capbaix d'una plaça de pàrquing. A 14 habitatges hi havia un automòbil i a 13 n'hi havia dos o més.

### Piràmide de població
La piràmide de població per edats i sexe el 2009 era:
| Homes | Edats   | Dones |
| ----- | ------- | ----- |
| 0     | 95 o +  | 0     |
| 0     | 90 a 94 | 0     |
| 0     | 85 a 89 | 0     |
| 0     | 80 a 84 | 0     |
| 0     | 75 a 79 | 8     |
| 4     | 70 a 74 | 4     |
| 0     | 65 a 69 | 0     |
| 4     | 60 a 64 | 4     |
| 4     | 55 a 59 | 0     |
| 0     | 50 a 54 | 0     |
| 0     | 45 a 49 | 0     |
| 4     | 40 a 44 | 4     |
| 4     | 35 a 39 | 4     |
| 0     | 30 a 34 | 0     |
| 0     | 25 a 29 | 0     |
| 0     | 20 a 24 | 0     |
| 4     | 15 a 19 | 0     |
| 4     | 10 a 14 | 8     |
| 0     | 5 a 9   | 4     |
| 4     | 0 a 4   | 0     |

## Economia
El 2007 la població en edat de treballar era de 35 persones, 31 eren actives i 4 eren inactives. De les 31 persones actives 27 estaven ocupades (15 homes i 12 dones) i 4 estaven aturades (2 homes i 2 dones). De les 4 persones inactives 1 estava jubilada, 2 estaven estudiant i 1 estava classificada com a «altres inactius».
Activitats econòmiques
Dels 2 establiments que hi havia el 2007, 1 era d'una empresa de comerç i reparació d'automòbils i 1 d'una empresa de serveis.
L'any 2000 a Les Authieux-du-Puits hi havia 7 explotacions agrícoles que ocupaven un total de 244 hectàrees.

## Poblacions més properes
El següent diagrama mostra les poblacions més properes.